# KUBITSURI-TAPES INTERNATIONAL
KUBITSURI TAPES INTERNATIONALは日本のノイズミュージック系インディーズレコードレーベル（自主制作レコードレーベル）である。

## 略史
首つりTAPEは、1992年に岐阜県で設立、設立当時のレーベル名は「record's MASTURBATION」というレーベル名だったが、翌年の1993年に、現在のレーベル名に変更、日本語の正式詳記名称は「首つりTAPE」と詳記する。英語表記は「KUBITSURI TAPES (Kubitsuri Tapes)」と詳記している。主宰者は西垣正宏（1971年〜）。
リリースしている商品は主にノイズといわれているジャンルで、日本国内を問わず世界中のノイズアーティストをリリースしており、珍しいところでは、井内賢吾、LIGHTING BEAT MANのようなアシッド・フォーク・ミュージックもリリースしている。首つりTAPEは岐阜県では、初めて設立された事で注目を集めたが、数多あるインディーズ・レーベルの中でもアンダーグラウンド中のアンダーグラウンド・レーベルとしても存在している。
首つりTAPEは過去に「H.U.A RECORDS」というハードコアパンク（首つりTAPE名義でもリリース有り）のアーティストをリリースする部門を持っていた（1993年〜1994年の間）。しかし、1994年にハードコアパンク部門は廃止となり、それ以降は、主としてノイズ、ロック、アシッド、サイケデリック等をリリースするようになった。尚、よく間違った表記をされる「首吊りテープス」は誤記。通称「首つり」「Kubitsuri」

## リリース（流通）
首つりTAPEからリリースされたアーティストは、日本国内及び海外、特に欧米各国のディストリビューターの手によって流通されている。尚、1993年から1994年までの間、首つりTAPE自体も海外のアーティストのみのディストリビュートを行っていたが、1995年にディストリビュート業務から撤退し、以後はアーティストのリリースのみとなった。首つりTAPEの特徴のひとつは、個人レーベルでありながら流通規模が広く、専門店以外でも全国の大型CDショップでも購入出来るという点もある。

## 媒体
当初、そのレーベルのネーミングが示すようにリリースの媒体はカセット作品を主としていたが、1993年にゲロゲリゲゲゲの「HOTEL ULTRA」をリリースしたころからリリース媒体はCDに移行し、以降はCD/レコードが主なリリース形式となっている。しかし、カセットを媒体とする頒布も1995年まで続けられていた。

### カラー・ビニールレコード
首つりTAPEの特徴のひとつにレコードを媒体とする頒布が挙げられる。そのほとんどがカラー・ビニールレコードでのリリースで、レーベル番号の最後に「CO」と書かれてあるものがそうである。特に面白いものとして、イタリアのグループDEAD, BODY, LOVEのスプラッター・マーブル仕様と呼ばれているものや、スイスのグループ、ザ・モンスターズのギタリストでもある、LIGHTING BEAT MANの蛍光塗料を使った蛍光カラー・ビニール仕様のレコードがある。

## ディスコグラフィー
- 1993年
  - S;E;X59-000COM「NEO, NOISE PUNISHMENTS II」（INCAPACITANTS, ザ・ゲロゲリゲゲゲ, Merzbow, MOTAL VISON, ETANT DONNES, Con-Domほか）
  - INTERNATIONAL NOSE COMIPATION
  - S;E;X59-001CD「HOTEL ULTRA」（ザ・ゲロゲリゲゲゲ（日本））
- 1995年
  - S;E;X59-004LP「犬神と家畜」（井内賢吾（日本））
- 1995年
  - S;E;X59-005CA「ME AND ME ME」（COSTES（フランス））
  - S;E;X59-009CD「OPEROPUE」（INCAPACITANTS（日本））
- 1996年
  - S;E;X59-010EP「same」（Smell and Quim（イギリス））
  - S;E;X59-011EP「NIKUMU」（The Haters（アメリカ合衆国））
  - S;E;X59-012EP「The Starlit Mire Pts1-4」(TOTAL(イギリス))※現在、同国で活動中のスカルフラワーの前身のプロジェクトである。
  - S;E;X59-014EP「stuffer」（Black humer（アメリカ合衆国））
- 1997年
  - S;E;X59-015CD「Psychorazer」（MERZBOW（日本））※丸尾末広の書き下ろしジャケットでリリースされた。
  - S;E;X59-016EP「same」（CON-DOM（イギリス））
- 1999年
  - S;E;X59-017CD「LIVE BIG RIG」（Solmania（日本））
  - S;E;X59-019EP「same」（DEAD, BODY, LOVE（イタリア））
  - S;E;X59-020EP「same」（LIGHTNIG BEAT MAN（スイス））※蛍光塗料を施したレコード盤であり、本当に光るレコードである。
  - S;E;X59-022EP「Addicted“7”」（GRANT（フィンランド））※スプラッター仕様のレコード盤で赤色と白色である。所謂、マーブルレコードの事。
- 2007年
  - S;E;X59-023CD「死体人形　1986〜2007」(死体人形(日本))
  - S;E;X59-024CD「NIKUMU 2007」(The Haters(アメリカ合衆国))
  - S;E;X59-026CD「エクトプラズム・コンバート」(恐怖新聞(日本))
- 2008年
  - S;E;X59-025CD「SPIRITUALIS」(Maurizio_Bianchi/M.B.(イタリア))
  - S;E;X59-027CDR 「きみのために創った音楽」(SEED MOUTH(日本))
  - S;E;X59-028CD「CURVED DREAM IN TOWN」(The Guilty_Connector(日本))
  - S;E;X59-029CD「Quanit Putrid Slag」(Government_alpha(日本))
  - S;E;X59-030CD「The lost chord」(Abe sada(オーストラリア))
  - S;E;X59-031CDR「SUBDUAL SPACE」(SIEGMAR FRICKE(ドイツ)※本作はCD-Rとしてリリース予定されていたが、実際リリースされたのはCDとしてリリースされた。
- 2009年
  - S;E;X59-032CDR「Epater Les Bourgeois」(THE NEW BLOKADERS (イギリス))※このアイテムは1985年当時、Fruxからカセットテープで限定25本しかリリースされなかった音源をCD-R化された。(CD-Rは限定200枚のみ、再発はオリジナルのハンドメイドジャケット。)内容はテープヒスのみである。
- 2010年
  - S;E;X59-033CD「HABITATS」(Maurizio_Bianchi/M.B.(イタリア))
- 2011年
  - S;E;X59-034CD「NERVO/HYDRA」(Maurizio_Bianchi/M.B.(イタリア))

### レーベル番号についての詳細
首つりTAPEのレーベル番号は「S;E;X-59○○○」と表されている。レコード・CDへの移行以前のレーベル番号は、番号自体が幾つか存在しているため、正確なリリース数は把握出来ていない。
ちなみに、S;E;X-59○○○の後ろに付いてくる記号は、sp＝スプリット、CA＝カセット、EP＝シングルレコード、LP＝LPレコード、COM＝オムニバス作品である。

### 近年のKubitsuri Tapesの動向
イタリアの音響の巨匠、M.B.(Maurizio Bianchi)の再発を本人の承諾の元リリースを行っている国内唯一のレーベルでもある。

## 関係リンク
- KUBITSURI-TAPES作品アイテム・リスト(一部掲載)
- 首つりTAPEイーター/ノイズ・ジャパン号、インタビュー掲載
- DOLL/首つりテープ特集
- 首つりテープオフィシャルウェブサイト - ウェイバックマシン（2007年10月28日アーカイブ分）